# Hangsúly (nyelvészet)
A hangtan prozódiával foglalkozó ágában a hangsúly terminus a nyelv egyik szupraszegmentális tényezőjét nevezi meg. A szótag magjának kiemelésére vonatkozik más szótagok magjához képest, ami által a szótag kiemeltté válik több szótagos szó keretében, és ezzel az illétő szó is kiemeltté válhat a szócsoport vagy a mondat többi hangsúlytalan vagy gyengébb hangsúlyos szavaihoz vagy szócsoportjaihoz képest. A hangsúlyozás több cselekvésből állhat: a szótagmag hangosságának a növelése, magasabb hangmagassági szintre emelése, meghosszabbítása.

## A hangsúly összetevői
A hangsúly egyik főösszetevője akusztikai szempontból a beszédhang nagyobb hangossága hangsúlytalan beszédhang hangosságához viszonyítva, ami fiziológiailag a beszélőszervek erőteljesebb izomműködéséből adódik. A másik főösszetevője a beszédhang magassági foka vagy magasságának variációja, más szóval tónusa. Egy harmadik, másodlagos összetevőként a hangsúlyozás a beszédhang meghosszabbodásához vezethet.

## Nyelvtípusok a hangsúly összetevőinek szempontjából
A hangsúly legalább két összetevője, a hangosság és a tónus jelen vannak minden nyelvben, de nem mindegyikben bírnak ugyanazzal a jelentőséggel.
Vannak olyan nyelvek, melyekben a hangosság alapvető. Ezt a hangsúlyt dinamikus vagy kilégzéses hangsúlynak nevezik. Ezekben a nyelvekben is jelen van a tónus, de nincs magában funkciója, csupán a hangosság növelésének a velejárója, amely feljebb viszi. Az ilyen nyelveket dinamikus hangsúlyos nyelveknek nevezik. Ilyen a magyar, az újlatin nyelvek, az angol stb.
Egyes ilyen nyelvekben a hangosság általában nagyobb lehet, mint más ugyanahhoz a kategóriához tartozókban. Például a franciában viszonylag kicsi, és a hangsúlytalan szótagok ugyanolyan jól artikuláltak, mint a hangsúlyosak, miközben a germán nyelvekben a hangsúlyos szótagok erősebbek, a hangsúlytalanok pedig gyengébbek, mint a franciában.
Más nyelvekben a tónus az alapvető, és a hangerő mellékes. E nyelvek esetében tonémákról van szó, azaz lexikai vagy nyelvtani jelentéseket megkülönböztető tónusokról. Ilyen például a kínai nyelv. Egyes nyelvészek tonális nyelveknek nevezik ezeket, ellentétbe helyezve őket az előbbi kategóriával, melyet egyszerűen hangsúlyos nyelveknek neveznek.
Végül olyan nyelvek is vannak, amelyekben a tónusnak is van funkciója a hangosság mellett. Ilyenek az ógörög, a klasszikus latin, a svéd, a norvég, a litván, a közép-délszláv diarendszer nyelvei stb. Egyes nyelvészek zenei vagy melodikus hangsúlyos nyelveknek nevezik őket, és ezek közé sorolják azokat is, amelyeket mások tonális nyelveknek neveznek.
Úgy a (dinamikus) hangsúly, mint a tónus betölthet azonos funkciókat, de vannak közöttük különbsébek is ebből a szempontból. A tonális nyelvekben a tónusok paradigmatikus szinten emelik ki a szótagot. Főfunkciójuk az, hogy mindegyik ugyanazokból a fonémákból álló szótagot megkülönböztessék az összes többi ilyen szótagtól. Ezek szavak elvont csoportjait alkotják ezekben a nyelvekben, melyekben a szavak többnyire egy szótagúak. Főleg ilymódon tudnak megkülönböztetni lexikai és grammatikai jelentéseket. Ezzel szemben a (dinamikus) hangsúly szintagmatikus szinten emel ki szótagokat, azaz ugyanabban a szóban vagy nagyobb beszédszegmensben levő hangsúlytalan vagy gyengébb hangsúlyú szótagokhoz viszonyítva.

## Hangsúlytípusok a hangsúlyosoknak nevezett nyelvekben

### Kötött hangsúly és szabad hangsúly
Egyes hangsúlyos nyelvekben a hangsúly kötött, azaz mindig vagy csaknem mindig az elszigetelt szavaknak sorrendben egy bizonyos szótagján van, amennyiben hangsúlyozható szavakról van szó. Vannak olyan nyelvek, amelyekben a hangsúly lehet:
- az első szótagon: magyar, cseh, finn[1] stb.;
- az utolsó előtti szótagon: lengyel,[1] walesi,[7] szuahéli[6] stb.;
- az utolsó szótagon: francia, török[6] stb.

Azon nyelvekben, amelyekben a hangsúly az első szótagon van, és azokban, melyekben az utolsón, a hangsúly a szó elejét, illetve annak végét jelzi.
A szabad hangsúlyos nyelvek egy részében a hangsúly a szó akármelyik szótagján lehet, másik részében helyének bizonyos korlátozásai vannak. Szabad hangsúlyos nyelvek például az olasz, a spanyol, a román, a bolgár, az orosz. A közép-délszláv diarendszer nyelvei is szabad hangsúlyosak, azzal a korlátozással, hogy a hangsúly nem eshet az utolsó szótagra.
A szabad hangsúlyos nyelvekben a hangsúly jelentésmegkülönböztető lehet, ami analóg funkció azzal, ami a tonális nyelvekben a tonémákra jellemző. Az előbbiekben azonban a hangsúly helye játszik szerepet több szótagú szavakban. Ez minimális párokat vagy sorozatokat hoz létre. Példák:
- (angolul) increase ’növel’ – increase ’növelés’,[7] permit ’megenged’ – permit ’engedély’,[6] import ’importál’ – import ’import’;[3]
- (olaszul) ancora ’még’ – ancora ’horgony’, debito ’adósság, tartozás’ – debito ’tartozást képező’ (hímnem egyes szám), capitano ’kapitány, százados’ – capitano ’(ő) parancsolt’ – capitano ’történnek, előfordulnak’;[3]
- (oroszul) мyка (muka) ’kín’ – мукa (muka) ’liszt’;[3]
- (románul) paralele ’a pénz’ – paralele ’párhuzamosak’, veselă ’vidám’ (nőnem) – veselă ’edények’, mobilă ’bútor’ – mobilă ’mozgó’ –mobilă ’bebútorozott (vmit)’.[2]

A hangsúly helye grammatikai jelentéseket is megkülönböztethet:
- (olaszul) canto ’énekelek’ – canto ’(ő) énekelt’;[1]
- (románul) cântă ’énekel’ – cântă ’(ő) énekelt’;[2]
- (oroszul) реки (reki) ’a folyó (vmije)’ (birtokos eset) – реки (reki) ’folyók’.[10]

Olykor egyazon szó hangsúlyának a helye különböző lehet anélkül, hogy alakja vagy jelentése változna. Ezek lehetnek nyelvjárási változatok, de olyanok is, amelyeket elfogad a sztenderd nyelvváltozat. Ilyenek például a román nyelvben az antic / antic ’ókori’, firav / firav ’vézna’, profesor / profesor ’tanár’ szavak. A hangsúly helye megváltozhat a szó szomszédsága miatt is. Például az angol nyelv beszélői igyekeznek elkerülni két hangsúlyos szótag egymás mellé kerülését, ami azt eredményezi, hogy egy olyan szóban, mint thirteen ’tizenhárom’ a szabályszerűen második szótagon levő hangsúly átkerül az elsőre a thirteen men szocsoportban.
Kötött hangsúlyú nyelvben is megváltozhat kivételesen a hangsúly helye pragmatikai okokból. Értelmi vagy logikai hangsúly lehetséges a magyarban szembeállításokban: Nem tizenegy, hanem tizenkét forintba kerül.

### Szóhangsúly és szólamhangsúly
A szavakat fel lehet osztani hangsúlyozhatókra és hangsúlyozhatatlanokra. Az előbbiek szóhangsúlyt viselnek. Az utóbbiakat is lehet hangsúlyozni bizonyos esetekben. Az, hogy mely szókategóriák, ezek közül mely szavak, és mely helyzetekben hangsúlytalanok, nyelvtől függő, de mindegyikben elsősorban viszonyszók: determinánsok, elöljárószók, kötőszók, segédigék stb. Egyes nyelvekben ilyenek egyes személyes névmások is. Például a francia Ils ont passé leurs vacances en Finlande ’Finnországban töltötték a szabadságukat’ mondatban hangsúly (az utolsó szótagjukon) csak a lexikai jelentésű szavakon van (itt a fettelteken). A többi (az ils ’ők’ személyes névmás, az ont segédige, a leurs birtokos determináns, az en elöljáró) hangsúlytalanok. Ebben a mondatban három ritmikus csoportnak vagy szólamnak nevezett szócsoport van, melyeket hangtani (fonetikai) szavaknak is neveznek, mivel mindegyiknek csak egy hangsúlya van. Ezt szólamhangsúlynak nevezik.
A magyarban sem viselnek rendszerint hangsúlyt a névelők, a kötőszók vagy a vonatkozó névmások, ezért simulószóknak nevezik őket. Ezért egy olyan szócsoportban, amely egy vagy két ilyen szóból és egy utánuk következő lexikai jelentésű szóból áll, csak egy hangsúly van, az utóbbi szó első szótagján, pl. az a csont, amit a kutya nem bírt megrágni. Viszonyszók közül az is és a meg kötőszók is hangsúlytalanok, de hangsúlyos szó mögé kerülnek: Pista meg hazament.
Hasonló a helyzet a közép-délszláv diarendszerben is, amelyben a hangsúly egyben dinamikus és zenei, valamint a szótagmag (mely lehet az r is) időtartama is hozzátartozik (rövid vagy hosszú). A simulószók közül a hangsúlyos szó utániak mindig hangsúlytalanok (pl. vidim ga ’látom őt’, sreo sam ga ’találkoztam vele’), és az előtte állók is a legtöbb esetben (pl. u vodi ’a vízben’), de vannak esetek, amikor a hangsúlyt átveszik. Ez akkor történik, amikor olyan szó előtt állnak, amelynek elszigetelt állapotban az első szótagon ereszkedő tónusú hangsúlya van, akár rövid, akár hosszú: zȍra ’hajnal’ → ȕ zoru ’hajnalban’ (rövid ereszkedő hangsúly mindkét állapotban), grȃd ’város’ (hosszú ereszkedő hangsúly) → ȕ grad ’a városba’ (rövid ereszkedő hangsúly).
Más nyelvekben viszonyszóra pragmatikai okokból eshet a hangsúly, például szembeállítás céljából. A francia Mettez vos livres sur votre chaise ’Tegyétek a könyveiteket a széketekre’ mondatban a szólamhangsúly a sur elöljáróra kerülhet azt sugallva, hogy a közlés címzettjei ne tegyék könyveiket például a szék alá.
Olyan szólam is van, amelyhez egynél több lexikai jelentésű szó tartozik, és ebben is csak egy hangsúly van. Például a francia un enfant ’egy gyerek’ szócsoportot ki lehet terjeszteni olyan szavakkal, amelyek más helyzetben hangsúlyosak, és a csoportban a hangsúlyos szó bővítményei: un petit enfant ’egy kisgyerek’ → un petit enfant blond ’egy szőke kisgyerek’ → un petit enfant blond français ’egy francia szőke kisgyerek’. A magyarban lexikai jelentésű szó elveszítheti a hangsúlyát hangsúlyos szó után, még akkor is, ha alaptagja a hangsúlyos szónak. Ezt a hangsúlytalanságot csüggésnek nevezik: menekülni igyekszik.
A szólam jelentési egységet képez. Előfordul, hogy a beszédben szólamokra felosztott mondatnak különböző jelentései vannak aszerint, hogy hol van a szólamok közötti határ. Például a francia [sø ki sav lœ(ː)ʁ sufləʁɔ̃] szakaszt kétféleképpen lehet szólamokra osztani:
- Ceux qui savent | leur souffleront ’Akik tudják, majd megsúgják nekik’;
- Ceux qui savent l’heure | souffleront ’Akik tudják, hány óra, súgni fognak’.

Egyes nyelvekben a hangsúlyos és a hangsúlytalan szótagok nagyjából szabályosan váltakoznak, ami bizonyos ütemet ad a mondatnak. Például a franciában a három és a négy szótagból álló szólamok a leggyakoribbak, tehát a hangsúly a harmadik, illetve a negyedik szótagra esik:
- három szótagú szólamokból álló mondat: Vous avez | certainement | répondu | qu’il viendrait | en voiture ’Bizonyára azt feleltétek / felelte (maga/ön), hogy (ő) autóval fog jönni’;
- négy szótagú szólamokból álló mondat: Vous avez dit | qu’il arriverait | mardi matin ’Azt mondtátok / mondta (maga/ön), hogy (ő) kedd reggel fog megérkezni’.

### Főhangsúly és mellékhangsúly szóban és szólamban
A viszonylag hosszú szavakban észlelhető egy főhangsúly és egy vagy több kevésbé nyomatékos mellékhangsúly, melyeket hangsúlytalan szótagok választanak szét. A magyarben található mellékhangsúly a harmadik és a negyedik szótagon, pl. az aránytalansága szóban (a főhangsúly aláhúzott fettelt betűvel). A románban, ugyanannyi szótagos szóban, mint a magyar példa, a mellékhangsúly az első szótagra esik: perspicacitate ’éleseszűség’.
A mellékhangsúlynak pragmatikai okai is lehetnek. Ilyen a franciában az érzelmi hangsúly, mely a szó vagy a szólam első vagy második szótagjára kerül. Összetevői ugyanazok, mint a főhangsúlyéi, de mindegyik fokozottabb az érzelmi mellékhangsúlyban: nagyobb hangosság, feljebb vitt hangmagasság, hosszabb szótagmag. Példák: Idiot ! ’Te idióta!’, Formidable ! ’Nagyszerű!’, C’est inutile ! ’(Ez) hasztalan!’

### Mondathangsúly
Egy mondatban vagy annak egy részében több olyan szó is lehet, amelyen hangsúly van, de nem ugyanolyan nyomatékos mindegyiken. Az egyik szóra vagy szócsoportra eső nyomatékosabb hangsúlyozás egyik módszere az illető entitás kiemelésének. Ezt mondathangsúlynak hívják, amely nyelvtől függően gyakrabban vagy ritkábban együtt járhat a szó vagy a szócsoport helyének a megváltoztatásával. A magyar nyelvre vonatkozó szakirodalomban irtóhangsúlynak is nevezik, mivel az utána következő szavakon nincs hangsúly újabb ilyen hangsúlyig. A kiemelés célja lehet szembeállítás, kiigazítás, információ kérése rá utaló kérdéssel vagy azon információ megadása, amelyre kérdés utalt. Példák:
- (magyarul):[5]

Tegnap Pistával veszekedett az édesanyja (nagyjából azonos hangsúlyok a mondat négy hangsúlyos egységén, melyek közül egyik sem kiemelt) vs. Tegnap Pistával veszekedett az édesanyja (legerősebb hangsúly a „Pista” szón kiemelés céljából, szórend-változás nélkül, az utána következő szavak pedig hangsúly nélküliek);
János bejárta a biciklijével a Börzsönyt vs. János a biciklijével járta be a Börzsönyt (legerősebb hangsúly a „biciklijével” szón kiemelés céljából, szórend-változásokkal).
- (angolul):

– Was he wearing a red coat? – He was wearing a red hat ’– Piros kabátot viselt? – Piros kalapot viselt’;
– Was he wearing a green hat? – He was wearing a red hat ’– Zöld kalapot viselt? – ’Piros kalapot viselt’;
The big man looks angry ’A magas férfi tűnik dühösnek’;
- (franciául) Je vais à la poste demain ’A postára megyek holnap’, On s’est arrêtés là ’Itt álltunk meg’, J’ai lavé le parquet ’Felmostam a parkettát’ (beleértve például „nem felsepertem”);[18]
- (románul) Aici l-am găsit ’Itt találtam/találtunk rá’.[2]